# 金湖县
金湖县在中国江苏省中部、高邮湖西，为中国江苏省下辖县，现由淮安市代管。南邻接安徽省天长市。1960年，由宝应县（今属江苏省扬州市）析置金湖县。縣人民政府駐黎城街道建設路109號。区域总面积为1,377.73平方公里。

## 地理位置
金湖县位于淮河下游、江苏省中部偏西地区，方位在长江以北、苏北灌溉总渠以南、洪泽湖以东、大运河以西。地理坐标为北纬32047'～33013'，东经118053'～119022'。地处两省三市之交，东与扬州市宝应县、高邮市接壤，南与安徽省天长市相邻，西与盱眙县、洪泽县交界，北与洪泽县毗邻。地势西高东低，北部、东部、南部是湖荡相间的湖积平原，约占陆地面积73%，地面真高在9.6米～5.5米之间；西南部为缓坡丘陵，约占陆地面积27%，地面真高在35.4米～5.5米之间。

## 历史沿革
- 秦朝，实行郡县制，属东海郡东阳县。
- 西汉，初属东阳县。汉武帝元狩五年（公元前118年）由东阳县析置高邮县，今县境金南、塔集一线以南地区属之，余属东阳县。汉武帝元狩六年（公元前117年）东阳县析置射阳、平安县，建平安城，今县境金南、金沟、塔集、天堂集一线以北地区属平安县，该线以南属高邮县，戴楼一隅属东阳县。
- 王莽时期，改平安县为杜乡县，高邮、东阳无变。
- 东汉，恢复平安县，高邮、东阳县如故。
- 西晋，平安并入射阳县。县地分属射阳、高邮、东阳三县。
- 东晋，境内三阿侨置幽、兖二州。太元四年（公元379年）前秦与东晋在境内发生“三阿之战”。
- 南北朝时期，南齐于平安城置安宜县，于石鼊城立阳平郡。南梁于安宜城置东莞郡，并由石鼊城移阳平郡来治。高邮析置竹塘、三归县。南陈废东阳县，安宜、高邮如故。北周以石鼊城置石鼊县，原属东阳县的今戴楼一隅改隶石鼊县。
- 隋朝初，石鼊县并入安宜县。高邮县无变。大业十一年（公元615年）冬，杜伏威率领的起义军攻克安宜城。安宜城遭杜伏威屠焚。
- 唐朝，唐武德四年（公元621年）安宜县移驻大运河以东之白田（及今宝应县城），唐上元三年改安宜为宝应县。地分隶宝应、高邮二县。
- 宋朝，宝应、高邮县如故。元朝，改高邮为府，改宝应为安宜府。安宜府寻废，仍宝应县。
- 明朝，高邮改府为州，宝应仍为县。
- 清朝，宝应县、高邮州无变。
- 中华民国，宝应县如旧，高邮改州为县。1943年2月-1944年9月，1945年4月-1945年11月中国共产党组建抗日联合政权，设立天高县，管辖今天长、高邮、金湖的部分乡镇[2]。
- 中华人民共和国，1958年4月隶高邮县的部分（时叫闵塔区）划属宝应县。同年宝应县在宝应湖西地区（即今之金湖县域）设立“湖西工委”暨“湖西办事处”，结束了东南一隅（闵桥镇、塔集镇）长达2076年的隶属高邮县（州）的历史。1959年10月13日中共中央批准设立金湖县，1960年4月29日国务院全体第100次会议通过设立金湖县的决定。

2019年，因疫苗过期爆发大规模抗议活动。

## 得名
1959年10月建县时取名“金湖”，其原因：一是因为县境内有汜光湖，而汜光湖在古代称为“津湖”，于是用“津湖”的谐音“金湖”作县名；二是因为“金湖”又可解作“出金子的湖”，可以日出斗金，象征县内资源丰富，物产富饶。时任国务院总理周恩来赞赏，选定“金湖”。
民间流传最广的说法是：“金”取名于县境内“金沟镇”的首字，这个镇原先被确定县城所在地，因1959年夏季发水被淹，备选的“黎城镇”成了县城所在地，一直至今。 而后面的“湖”得源于县内外的湖泊众多（西侧洪泽湖，南临高邮湖，东枕宝应湖，北抱白马湖）而来。

## 气候
金湖属亚热带温润季风气候带，四季分明，气候温和，光、热、水资源均较丰富。
气温：年平均温度14.6℃。近年来，极端最高气温36.9℃，出现在7月中旬；极端最低气温-7.5℃，出现在12月下旬到1月上旬。日最高气温大于35℃的高温日数为5天左右，出现在7、8两月。四季年平均气温：冬季为2.2℃，春季为13.8℃，夏季为26.1℃，秋季为16.1℃。
降水：年均降水量1085毫米。全年降水日数110天左右，最长连续降水日数10天左右，最长连续无降水日数25天左右。四季年平均降水量；冬季为76.3毫米，春季为206.5毫米，夏季为531.5毫米，秋季为179.3毫米。
日照：年均日照总时数2200小时。四季年平均日照时数：冬季468.8小时，春季为537.3小时，夏季为603.5小时，秋季为529小时。

## 交通
- 344国道过境。

## 行政区划
金湖县下辖3个街道办事处、5个镇：
黎城街道、戴楼街道、金北街道、金南镇、塔集镇、前锋镇、吕良镇、银涂镇、宝应湖农场、复兴圩农场、粮棉原种场和金湖经济开发区。
境内还设有国有农林场圃7个，部队农场3个。分别是：中国人民解放军江苏省军区运西副食品生产基地、中国人民解放军73106部队泗湾湖副食品生产基地、中国人民武装警察部队江苏省总队农场、江苏省宝应湖农场、江苏省复兴圩农场（后两场属省农垦集团公司）、华东石油地质局六普大队农场、金湖县稻麦原种场、金湖县粮棉原种场、金湖县果园、金湖县林场。 　　

## 人口
2002年底，金湖县总户数126623户，总人口359218人。家庭户规模为2.84人。城镇常住人口（即原“非农业人口”）93059人。截至2008年，金湖县城市化率为41.3%。 　
2009年末，金湖县总人口13.09万户、36.27万人。黎城镇面积66平方公里、人口109852人，金南镇面积102.01平方公里、人口36068人，闵桥镇面积67.91平方公里、人口23216人，塔集镇面积42.21平方公里、人口25699人，银集镇面积51.09平方公里、人口20737人，涂沟镇面积58.98平方公里、人口24786人，前锋镇面积73.29平方公里、人口27699人，吕良镇面积74.8平方公里、人口21645人，陈桥镇面积54.86平方公里、人口25599人，金北镇面积66.67平方公里、人口22110人，戴楼镇面积84平方公里、人口22029人。 　
根據第七次全国人口普查數據顯示，截至2020年11月1日零時，金湖縣常住人口為289456人，佔淮安市的6.35%。
金湖县县域总面积1393.86平方公里，其中，陆地面积973.78平方公里，水面面积420.08平方公里。全县耕地面积3.46万公顷（上报）。

## 文化
2012年政府换届以来，新届政府拟转变发展方式，增加对旅游方面的投入。全面建设三河滩，建设了荷花广场，加大开发，此举受到大部分人的欢迎。
荷花荡，前届政府建立的旅游风景区，在于闵桥镇。新届政府将雄心勃勃建立“中国荷都”，于每年6月邀请众多明星举办荷花节，借此增强文化影响力，一方面，金湖的荷文化推进在一定范围内产生影响，另一方面，因为邀请明星的出场费问题而被本地人所反感。
尧帝公园，2009年6月动工，2010年竣工，占地4.3万平方米，投资30亿。配合2011年在城南新区建立的尧帝古城，官方以“尧帝故里”依据于《史记索隐》记载：“尧初生时，其母在三阿之南”。古代“三阿”所在的位置就是现在的江苏省金湖县塔集镇，尧帝的幼年及少年时期都是在三阿度过的。

## 环境问题
理士电池有限公司于2003年3月11日投产，坐落于江苏省金湖县工业园区，占地280亩，投资3500万美元，年产值十多亿人民币，在职员工4000余人，生产汽车、摩托车、电动车、通讯、工业机械套等专用铅酸蓄电池产品。期间，多次因为偷偷排放含铅废水，被居民投诉。2017年12月19日，绿色江南通过微信公众号发布《全国最大铅酸蓄电池出口商涉嫌偷排含铅废水—江苏理士电池有限公司污染调研报告》，其中提到江苏理士电池有限公司用管子向场外偷排强酸性含铅废水，同时提到2个土壤样本委托第三方检测pH值呈强酸性，含铅量分别为4610毫克/千克、1990毫克/千克。金湖县环保局未检测绿色江南报告中发现受到污染的土壤点位，却得出理士电池周边土壤“均符合国家相应执行标准”的结论。此调查结果在本地金湖论坛中使得众多网民表示不满。